# Липецкие железоделательные заводы
Ли́пецкие железоде́лательные заво́ды (Ли́пские железоде́лательные заво́ды) — несколько заводов в Липецке и селе Боринское, которые были необходимы для создания пушек (в соседнем Воронеже находились судостроительные верфи).

## Зарождение металлургии
В 1692—1693 годах в Романовском уезде на берегах Белого Колодезя был сооружен чугуноплавильный вододействующий завод, который был построен Кузьмой Семёновичем Бориным. Вокруг образовался поселок (сегодня — село Боринское).
В 1700 году было принято решение о создании металлургических и пушечных заводов на дворцовых землях Романовского уезда (центр — село Романово (ныне Ленино)). В 1703 году близ села Липского запылали первые домны — Верхне-Липецкого завода. Верхняя плотина была длиной 116 метров, шириной 18 метров и высотой 5,5 метра. Сегодня её остатки — плотина и пруд Верхне-Липецкого завода.
Строительством завода руководили тульский мастер Марк Васильевич Красильников и Иван Тимофеевич Баташов. Управляющим всеми заводами в начале XVIII века был Христофор Отто. Четыре домницы имели высоту 2,12 метра; они располагались в северной части плотины. Каждая была рассчитана на выплавку 21 тыс. пудов чугуна в год. В центре плотины стояла молотовая фабрика с водяными колесами.
Заводы пользовались тремя рудникам — Студёнским (село Студёнки), Романовским (Сырским; в посёлке Сырский) и Студенецким (Донским; в селе Донское). Был рудник и в Каменном логу; сегодня между улицей Горького и мостом по улице Терешковой можно увидеть воронку на месте древнего шахтного ствола. Другую штольню прежде существовавшей шахты вскрыли при строительстве гаражей недалеко от Преображенской церкви (находится на улице Папина). «По слухам, которые пока проверить не удается, хозяин гаража, под фундаментом которого открылась штольня, устроил в ней небольшую свиноферму» .

## Основание Липецка
Предприятие расширялось, и вскоре молотовых, сверлильных, оружейных мастерских стало не хватать. Приступили к строительству Нижнего завода — на нынешней улице Карла Маркса (Нижний парк). Основные его мастерские были сданы в 1712 году. Тогда оба завода имели две плотины, доменный и оружейный дворы, несколько молотовых и сверлильных мастерских. Рядом с заводом образовалось село, затем слобода Липские Железные Заводы.
В 1705 году в Большая Кузьминка был построен молотовый якорный завод. При нем имелись оружейно-сборочные мастерские. Кузьминский завод, при котором находилась плотина длиной 384 метра, был «передельным» — своих домен не имел и лишь перековывал чугун с Верхне-Липецкого завода в сортовую сталь.
Все четыре липецких завода были в ведении Адмиралтейства, а с 1743 года — берг-коллегии. В первой четверти XVIII века мощности Липецкого завода позволяли выпускать 76 тыс. пудов чугуна в год (500 пушек).
В 1758—1759 годах в семи километрах выше Боринского завода князь П. И. Репнин возвел Новопетровский передельный завод, куда чугун также поступал с Липецкого и Боринского заводов. В 1755—1771 годах все липецкие заводы принадлежали Репнину.
Но к концу века заводы стали работать мало: были вырублены окрестные леса. И уже в декабре 1795 года Липецкий оружейный и металлургический комплекс закрыли. Оборудование перевезли в Луганск.
В 1973 году в Нижнем парке установлен памятник зарождению металлургии в Липецке (арх. С. А. Костюшкин).
Новая история липецкой металлургии началась 25 февраля 1931 года. Тогда Совет народных комиссаров СССР принял постановление о строительстве в Липецке завода литейного чугуна; ныне это — Новолипецкий металлургический комбинат.